# Escala diagonal

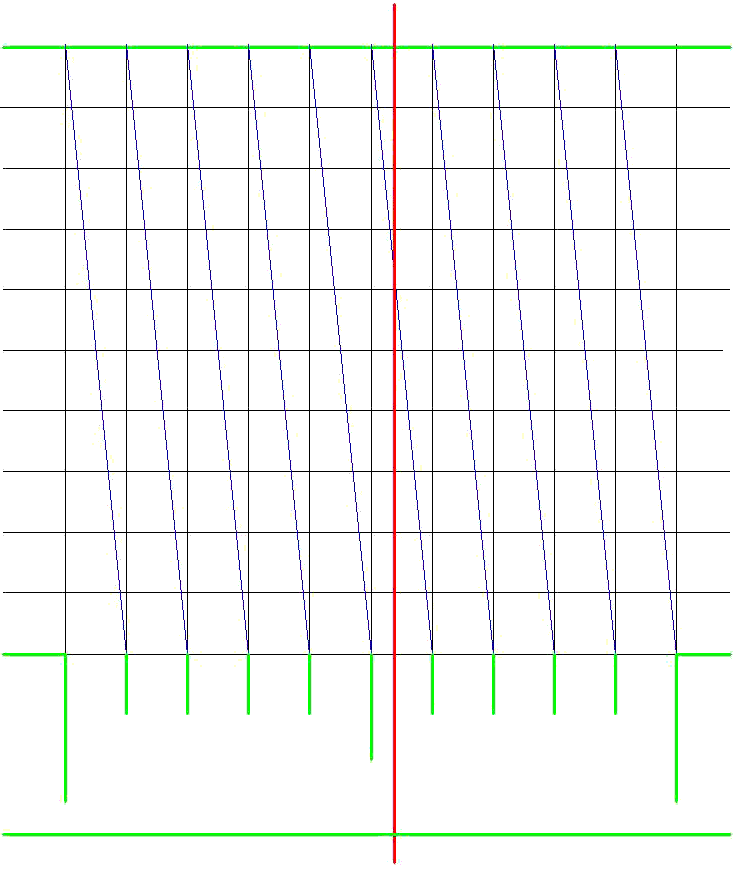
Escala diagonal per a mesures lineals.
Negre - Graella
Blau - Diagonals o línies transversals
Verd - Graduacions de l'instrument
Vermell - Línia del cursor

El mètode de l'escala diagonal o mètode de les transversals és un recurs geomètric que permet augmentar la precisió de lectura de longituds lineals o d'angles en instruments, plànols i similars.
Aquest mètode es basa en el primer Teorema de Tales.

## Història
L’any 1342 Levi ben Gerson va introduir a Europa un instrument anomenat vara de Jacob  (aparentment inventat el segle anterior per Jacob ben Machir ibn Tibbon) i descrigué el mètode de l'escala diagonal aplicat a l’instrument esmentat.
Thomas Digges  va atribuir, erròniament, el descobriment de l'escala diagonal al navegant i explorador Richard Chancellor (citat per alguns com a rellotger i amb altres noms com Richard Chansler o Richard Kantzler). L’ús del mètode de les transversals es va començar a aplicar als instruments astronòmics en el segle xvi. Tycho Brahe  fou un defensor i usuari del sistema i va ajudar a popularitzar-lo.

### Sistemes alternatius
El portuguès Pedro Nunes va inventar el nònius però només Tycho Brahe el va utilitzar en els seus instruments, al costat del mètode de l'escala diagonal.
Quan es va popularitzar el sistema perfeccionat del nònius pel matemàtic francés Pierre Vernier (1580-1637), l'escala vernier, el mètode de l'escala diagonal fou desestimat.

## Mesures lineals

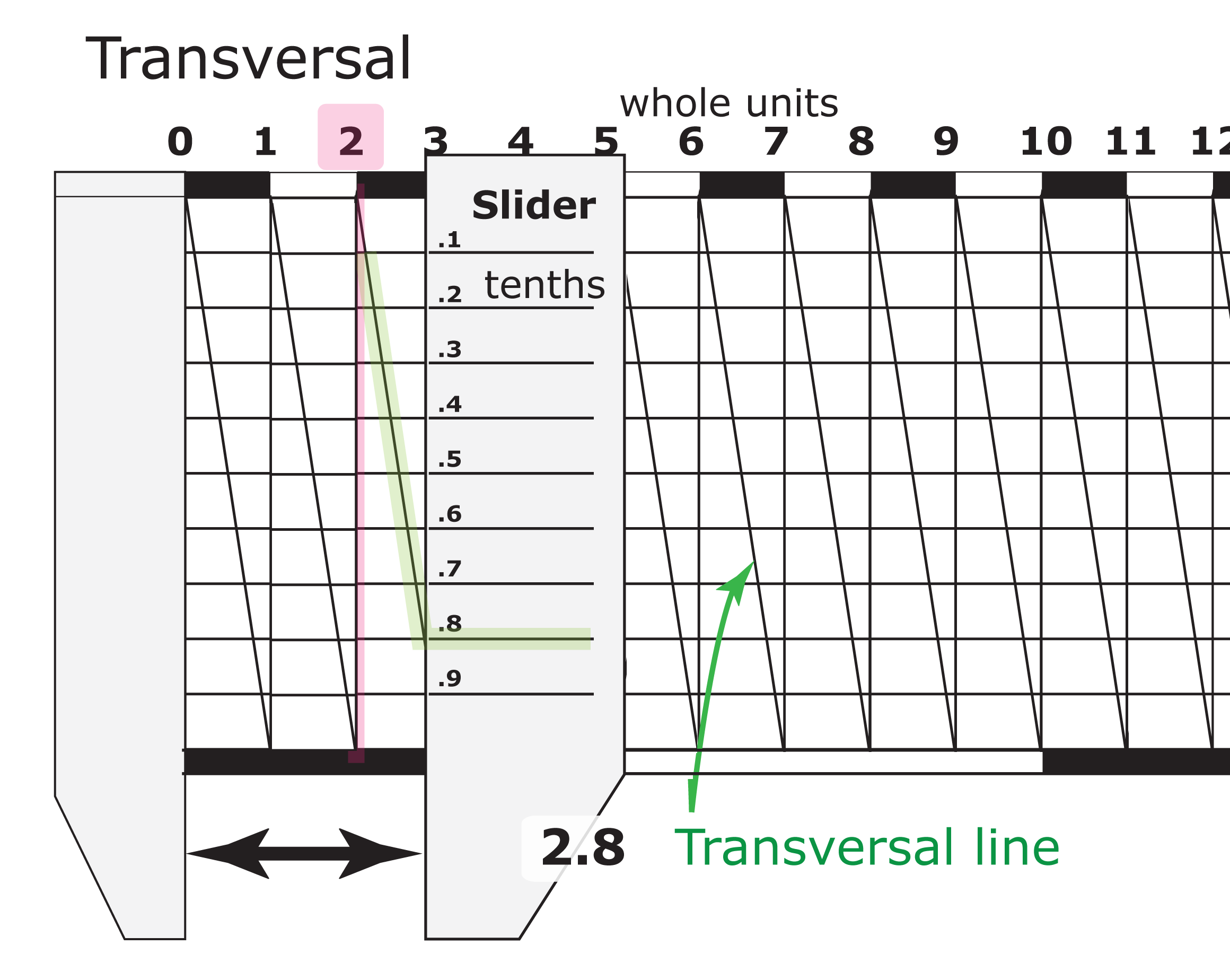
Figura 2. Mètode de les transversals

Un cas pràctic es pot analitzar en la figura 2 adjunta. S'hi representa una eina de mesura que recorda un peu de rei, amb dos topalls: el de l'esquerra (fix) i el de la dreta (mòbil i formant part d’un cursor indicador).
- La part superior representa un regle graduat en unitats de mesura enteres i no determinades (cada unitat podria ser 1 centímetre, 1 quilòmetre, 1 milla…).
- Hi ha una sèrie de línies paral·leles horitzontals que determinen 10 divisions iguals (anomenades línies de la graella).
- També hi ha una sèrie de paral·leles verticals corresponents a les unitats del regle.
- Cada rectangle vertical (per sota de cada unitat de mesura) està dividit per una diagonal (o línia transversal) que talla tots els segments interns.

- La posició dibuixada indica una distància de 2,8 unitats. A primera vista, si no hi hagués cap traçat auxiliar, la distància caldria estimar-la en més de 2 i menys de 3. El mètode de l'escala diagonal permet una lectura precisa del valor que, en el present cas, és de 2,8 unitats.

### Directrius generals
- La graella de la regleta de mesura està formada per línies verticals equidistants (corresponents a cada unitat de mesura) i horitzontals (també equidistants).
- Les línies horitzontals poden dibuixar-se o marcar-se amb la separació que es vulgui. Com més separades estiguin més precisió de lectura.
- El nombre de línies horitzontals determina la precisió de les mesures. Si hi ha 10 separacions, la precisió serà de 1/10 part de la unitat de mesura. Si n’hi ha 20, la precisió serà 1/20.
- Les línies anomenades "transversals" o "diagonals" divideixen els rectangles associats a cada unitat (i tallen els segments de forma proporcional).

#### Variants
Hi ha dues variants principals:
- regleta tota marcada amb diagonals
- regleta amb una única unitat marcada amb diagonals (generalment a l'esquerra del zero de la regleta)

## Mesures angulars

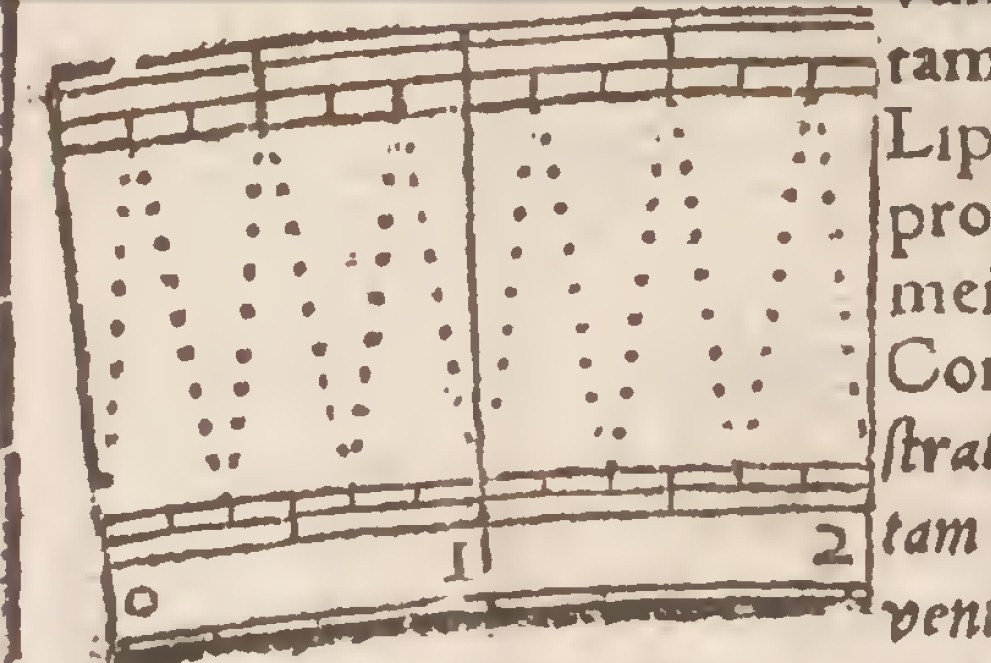
Escala transversal circular de Tycho Brahe

El mètode de les transversals o diagonals també pot aplicar-se als instruments que mesuren angles. Amb molt poques diferències respecte del cas de mesures lineals.

### Descripció general
La graella, si existeix, estarà formada per arcs concèntrics i línies radials. La línia o cantell de mesura del cursor estarà orientada com un radi. Les diagonals estaràn traçades o marcades de forma similar a les del cas de mesures lineals.

#### Sistema Tycho Brahe
En una de les seves obres, Tycho Brahe va descriure i dibuixar una de les solucions adoptades per a marcar el limbe d’un instrument d’observació seguint el mètode de les transversals.
Segons els croquis adjunt, hi ha representat un fragment del cercle graduat que correspon a dos graus sexagesimals (indicats per les xifres 0, 1, 2). No hi ha cap graella marcada, però poden observar-se (en cada grau) sis línies de “punts” que determinen 60 divisions, equivalents a 60 minuts.,
La solució anterior permetia un lectura dels angles amb una precisió de l'ordre de 0,5 minuts d'arc.

#### Altres aspectes
El mètode de les diagonals o línies transversals aplicat als cercles o semicercles dels instruments astronòmics i geogràfics fou tractat per diversos autors. Aquests estudis indicaven la precisió del sistema i la conveniència d’emprar “arcs diagonals”, solució que millorava la pràctica de traçar “diagonals rectes”.